# Biadoliny Radłowskie
Biadoliny Radłowskie

Villa polaca perteneciente al voivodato de Małopolskie, en la comarca de Tarnów dentro del municipio de Wojnicz, según la reforma de admisnitrativa polaca de 1998. Antes de esta reforma pertenecía al voivodato de Tarnów entre los años 1975 y 1998.
- Datos: Q4902412